# شراع

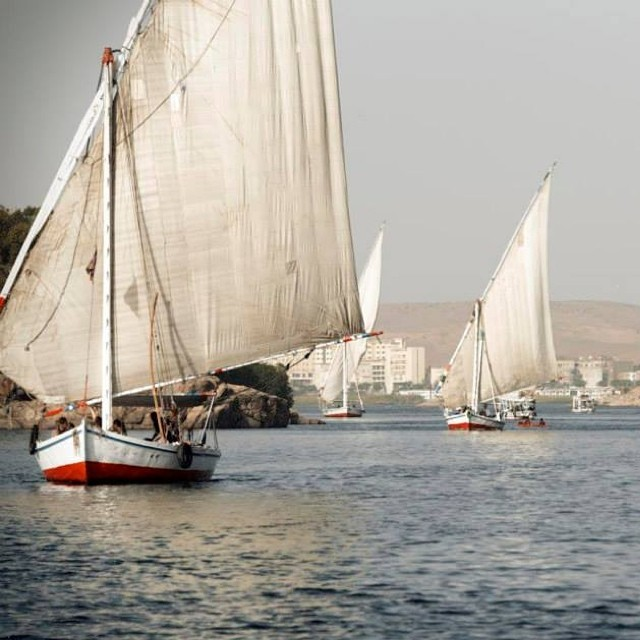
مراكب شراعية في النيل قرب مدينة أسوان.

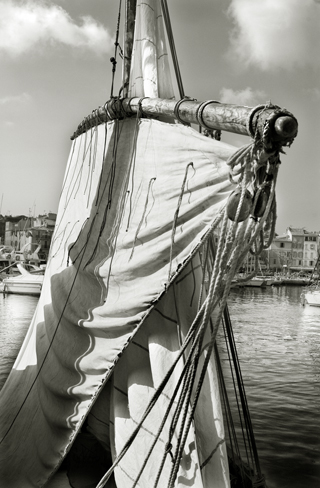
شراع لاتيني مثلت الشكل.

الشراع (الجمع: أَشْرِعَة، و شُرُع) هو سطح مصنوع عادة من القماش، و يتم نشر وتثبيته على صارٍ حتى يأسر الرياح، لغرض دفع قارب السفينة أو أي مركبة أخرى في الماء. قد تستخدم الأشرعة أيضَا في دفع المركبات البرية.

## نبذة تاريخية

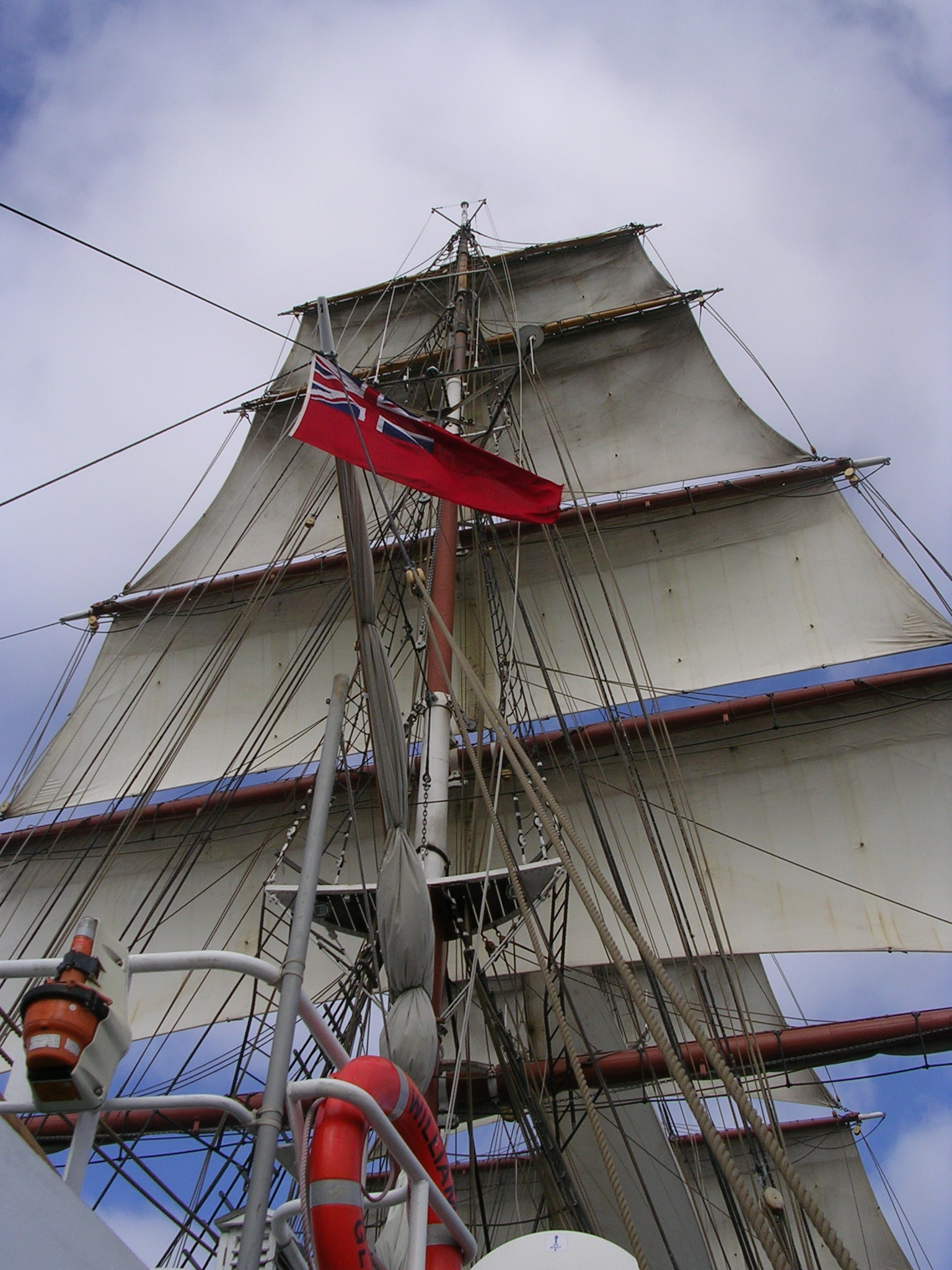
شراع سفن كبيرة

لم تذكر كتب التاريخ متى بدأ الإنسان استخدام الشراع ولا كيف جائته فكرة الاستخدام، ربما كانت الصدفة التي كانت سببا في اكتشاف الكثير من الاختراعات والوسائل. ويقال أن المصري القديم كان أول من استخدم الشراع حيث ترجع أقدم رسومات في التاريخ عن الشراع إلى عصر الحضارة المصرية القديمة من حوالي 3200 سنة قبل الميلاد. وكان المصريون القدماء يصنعون قوارب شراعية من نبات البوص (قوارب بوص) التي كانت تستخدم في الملاحة في أعالي نهر النيل. في نفس الفترة تقريباً، كان السومريون القدماء يستخدمون سفن شراعية ذات أشرعة مستطيلة في الملاحة ويعتقد أنهم استطاعوا إنشاء أساطيل للتجارة البحرية تصل إلى مناطق بعيدة حتى وادي السند.
ونجد أيضاً أن كلمات مثل «شراع» في لغة شعوب جنوب شرق آسيا تعود إلى حوالي 3000 سنة قبل الميلاد عندما بدأت هذه المجموعة البشرية في الانتشار في المحيط الهادي. كما استخدم الإغريق والفينيقيون المراكب الشراعية في التجارة منذ حوالي 1200 سنة قبل الميلاد.
و قديماً كانت الملاحة في حوض البحر المتوسط تعتمد بالأساس على السفن ذات الأشرعة المستطيلة وامتدت منها إلى شمال أوروبا، حيث كانت تعلق الأشرعة على عوارض وتثبت في وضع عمودي على جسم السفينة مما يجعلها فعالة جداً عندما تبحر في اتجاه الريح. ولقد توصلت حضارات الصين والإكوادور القديمة لاختراع أشكال من الأشرعة المستطيلة مماثلة ولكن مستقلة عن حضارات البحر المتوسط وأوروبا.

## معرض صور

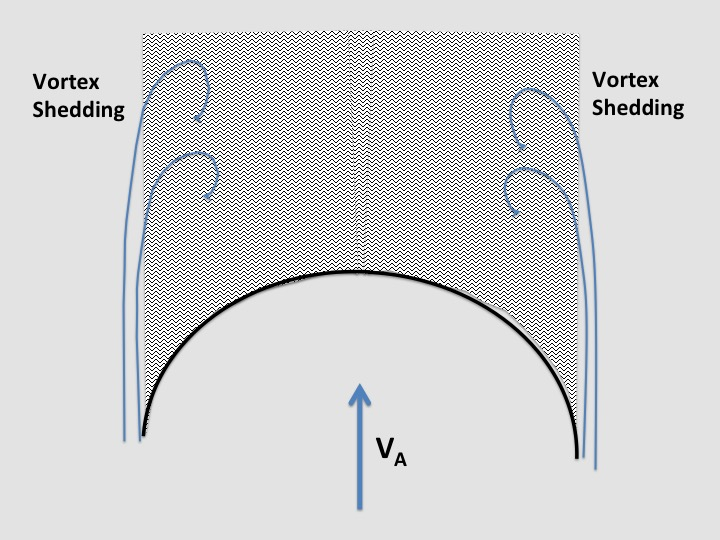
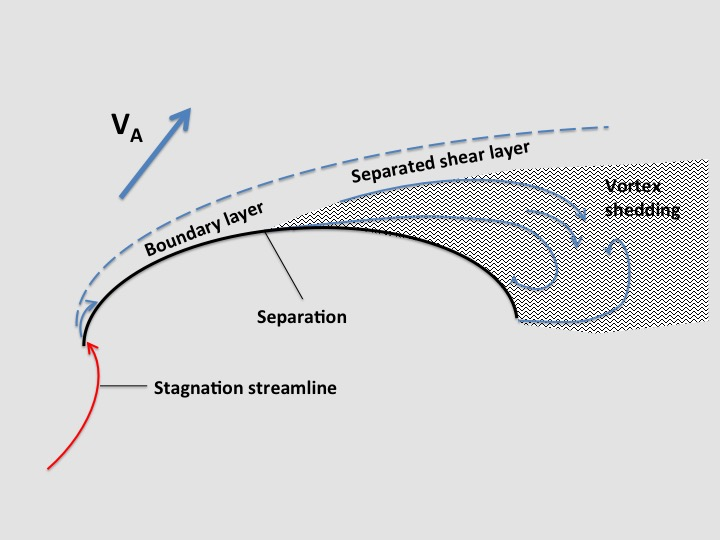
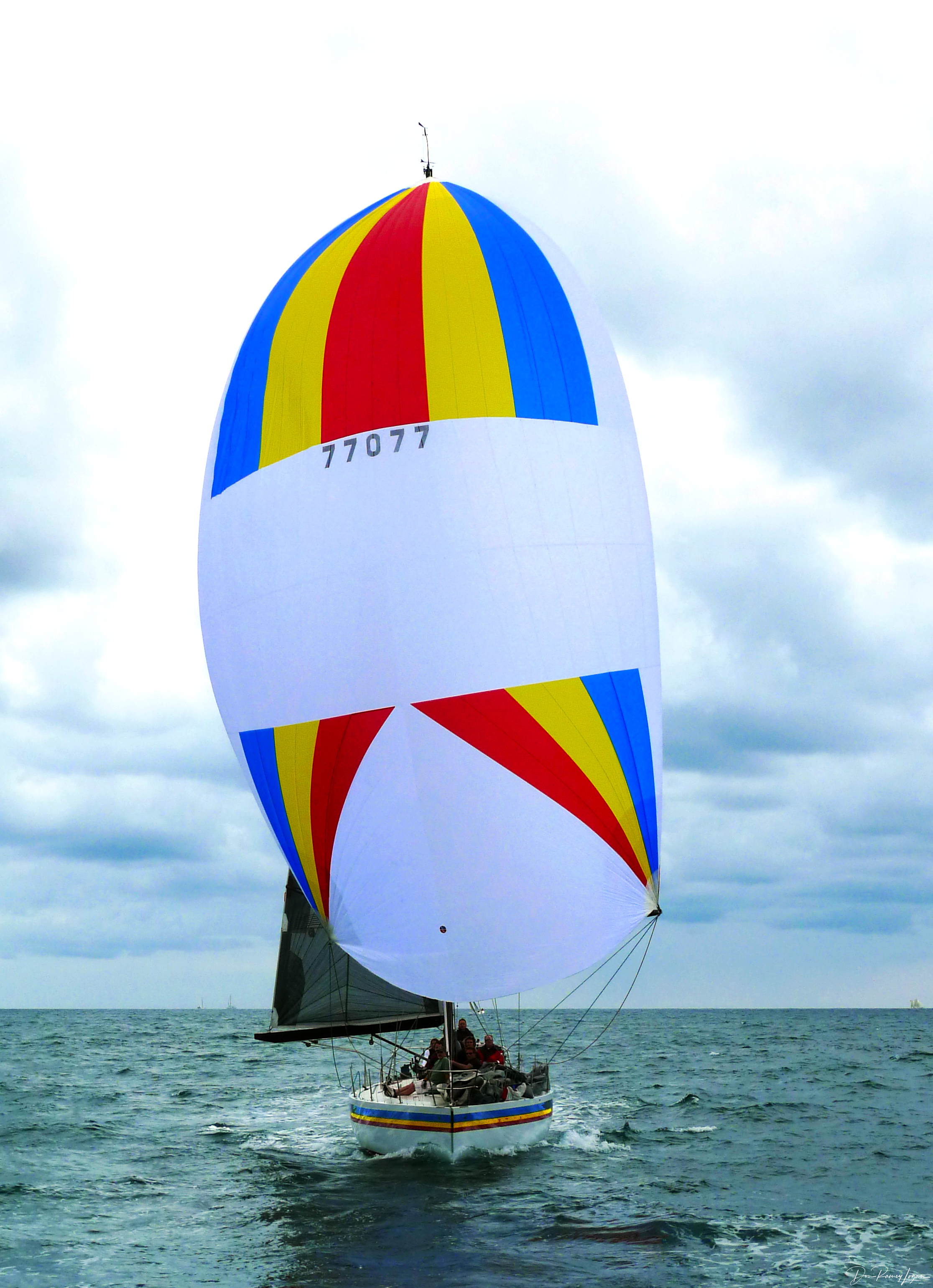
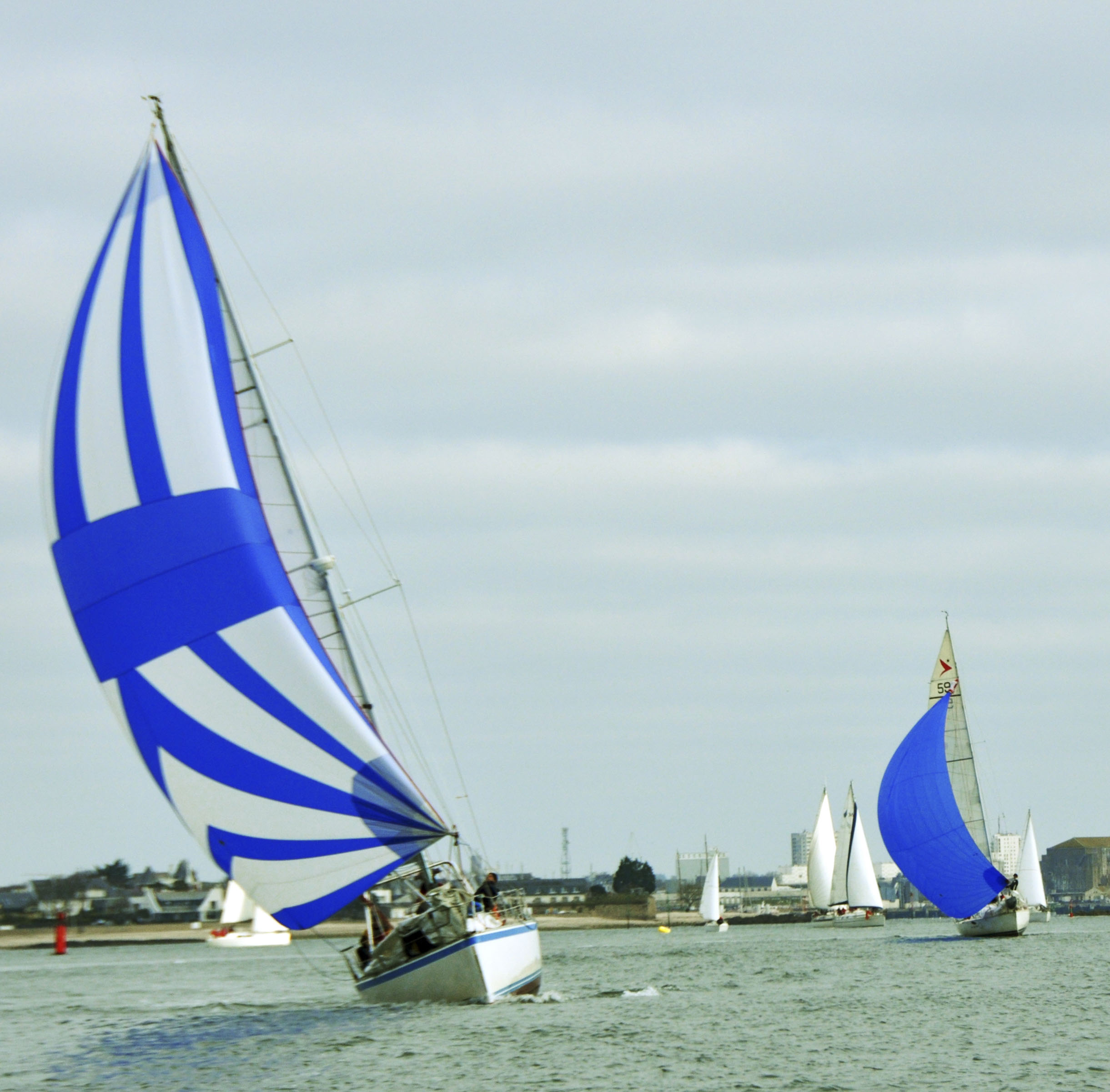